# واهه بونیاتیان
واهه وازگنی بونیاتیان (ارمنی: Վահե Վազգենի Բունիաթյան؛  زادهٔ ۱ اکتبر ۱۹۴۷) یک دانشمند و استاد اهل ارمنستان است.

## زندگی‌نامه
در ۱ اکتبر ۱۹۴۷ در اسپیتاک به دنیا آمد و از دانشگاه ملی پلی‌تکنیک ارمنستان فارغ‌التحصیل شد. وی همچنین برنده دانشمند شایسته جمهوری ارمنستان شده است. 

## یادداشت
1. ↑  տեխնիկական գիտությունների դոկտոր